# Episodi di Next
La prima e unica stagione della serie televisiva Next è stata trasmessa sul canale statunitense FOX dal 6 ottobre al 22 dicembre 2020.
In Italia la serie viene trasmessa in prima visione assoluta su Disney+ come Star Original con un episodio a settimana a partire dal 19 marzo 2021.
| n° | Titolo originale | Titolo italiano | Prima TV USA     | Prima TV Italia |
| -- | ---------------- | --------------- | ---------------- | --------------- |
| 1  | File #1          | File #1         | 6 ottobre 2020   | 19 marzo 2021   |
| 2  | File #2          | File #2         | 13 ottobre 2020  | 26 marzo 2021   |
| 3  | File #3          | File #3         | 10 novembre 2020 | 2 aprile 2021   |
| 4  | File #4          | File #4         | 17 novembre 2020 | 9 aprile 2021   |
| 5  | File #5          | File #5         | 24 novembre 2020 | 16 aprile 2021  |
| 6  | File #6          | File #6         | 1 dicembre 2020  | 23 aprile 2021  |
| 7  | File #7          | File #7         | 15 novembre 2020 | 30 aprile 2021  |
| 8  | File #8          | File #8         | 21 dicembre 2020 | 7 maggio 2021   |
| 9  | File #9          | File #9         | 22 dicembre 2020 | 14 maggio 2021  |
| 10 | File #10         | File #10        | 22 dicembre 2020 | 21 maggio 2021  |